# Frederick Twort
Frederick William Twort FRS (1877–1950) va ser un bacteriòleg anglès i el descobridor dels virus bacteriòfags que infecten els bacteris. Estudià medicina al St Thomas's Hospital de Londres, va ser superintendent del Brown Institute for Animals (un centre de recerca en patologia), i un professor de bacteriologia a la Universitat de Londres. Va fer recerca en la malaltia de Johne, en vedells i també va descobrir que la vitamina K és necessària per al creixement dels bacteris de la lepra.